# Island Park (Idaho)
Island Park – miasto w Stanach Zjednoczonych, w stanie Idaho, w hrabstwie Fremont.